# Bright Enobakhare
Bright Enobakhare, né le 8 février 1998 à Benin City, est un footballeur nigérian qui évolue au poste d'attaquant au Rukh Lviv.

## Biographie
Le 25 août 2015, Bright Enobakhare fait ses débuts en faveur des Wolverhampton Wanderers lors d'un match de Coupe de la Ligue contre Barnet, ouvrant le score après seulement trois minutes de jeu. 
Le 31 août 2018, il est prêté à Kilmarnock.
Le 8 janvier 2019, il est prêté à Coventry City.
Le 8 août 2019, il est prêté à Wigan Athletic.

## Palmarès

### En club
- Wolverhampton Wanderers
  - Champion d'Angleterre de D2 en 2018.